# قاوراوا سليمان (سقز)
قرية قاوِراوا سليمان (بالكردية: قاوراوای سلێمان) هي إحدى القرى التابعة لـخورخوره في ريف قسم زيويه من مقاطعة سقز، في محافظة كردستان الإيرانية.

## السكان
حسب إحصاءات سنة 2006، بلغ إجمالي السكان في قاوِراوا سليمان 425 نسمة وعدد المساكن 81 مسكن. لغة سكان قاوِراوا سليمان هي اللغة الكردية و هم من أهل السنة والجماعة والمذهب الشافعي.